# Magníficat

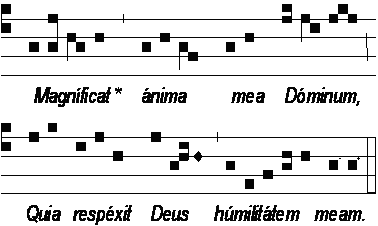
Magníficat gregorià

El Magníficat (en llatí Magnificat) és un himne cristià atribuït a Maria que es canta o es recita sovint en els serveis litúrgics. En l'Església catòlica Romana forma part integrant de l'ofici de vespres i en l'Església anglicana forma part de la pregària del vespre. A les Esglésies Catòliques Orientals s'acostuma a cantar durant l'ofici de matines del diumenge.
El tema del poema és la joia de Maria per l'encarnació de Jesús. Malgrat que el càntic original es troba en grec a l'Evangeli de Lluc, és més habitual cantar-lo o recitar-lo en llatí o en la traducció a la llengua pròpia dels fidels. El poema ha estat musicat per molts compositors clàssics, dels quals les versions més conegudes són potser les que apareixen a les Vespro della Beata Vergine de Claudio Monteverdi i el Magnificat BWV 243 de Johann Sebastian Bach.

## Text original
En grec:
Μεγαλύνει ἡ ψυχή μου τὸν Κύριον καὶ ἠγαλλίασε τὸ πνεῦμά μου ἐπὶ τῷ Θεῷ τῷ σωτῆρί μου,
ὅτι ἐπέβλεψεν ἐπὶ τὴν ταπείνωσιν τῆς δούλης αὐτοῦ. ἰδοὺ γὰρ ἀπὸ τοῦ νῦν μακαριοῦσί με πᾶσαι αἱ γενεαί.
ὅτι ἐποίησέ μοι μεγάλα ὁ δυνατός καὶ ἅγιον τὸ ὄνομα αὐτοῦ, καὶ τὸ ἔλεος αὐτοῦ εἰς γενεὰς γενεῶν τοῖς φοβουμένοις αὐτόν.
Ἐποίησε κράτος ἐν βραχίονι αὐτοῦ, διεσκόρπισεν ὑπερηφάνους διανοίᾳ καρδίας αὐτῶν·
καθεῖλε δυνάστας ἀπὸ θρόνων καὶ ὕψωσε ταπεινούς, πεινῶντας ἐνέπλησεν ἀγαθῶν καὶ πλουτοῦντας ἐξαπέστειλε κενούς.
ἀντελάβετο Ἰσραὴλ παιδὸς αὐτοῦ, μνησθῆναι ἐλέους, καθὼς ἐλάλησε πρὸς τοὺς πατέρας ἡμῶν, τῷ Ἀβραὰμ καὶ τῷ σπέρματι αὐτοῦ εἰς τὸν αἰῶνα.
Traducció en llatí (versió de la Vulgata):
Magnificat anima mea Dominum
Et exultavit spiritus meus in Deo salutari meo.
Quia respexit humilitatem ancillæ suæ: ecce enim ex hoc beatam me dicent omnes generationes.
Quia fecit mihi magna qui potens est, et sanctum nomen eius.
Et misericordia eius a progenie in progenies timentibus eum. 
Fecit potentiam in bracchio suo, dispersit superbos mente cordis sui.
Deposuit potentes de sede et exaltavit humiles.
Esurientes implevit bonis et divites dimisit inanes,
 Suscepit Israel puerum suum recordatus misericordiæ suæ,
Sicut locutus est ad patres nostros, Abraham et semini eius in sæcula.
Text en català
La meva ànima magnifica el Senyor,
el meu esperit celebra
Déu que em salva,
perquè ha mirat la petitesa
de la seva serventa.
Des d'ara totes les generacions
em diran benaurada,
perquè el Totpoderós
obra en mi meravelles:
el seu nom és sant,
i l'amor que té
als qui creuen en ell
s'estén de generació en generació.
»Les obres del seu braç són potents:
dispersa els homes de cor altiu,
derroca els poderosos del soli
i exalta els humils;
omple de béns els pobres,
i els rics se'n tornen sense res.
»Ha protegit Israel, el seu servent,
com havia promès als nostres pares;
s'ha recordat del seu amor a Abraham
i a la seva descendència per sempre.